# العلاقات البالاوية القرغيزستانية
العلاقات البالاوية القيرغيزستانية هي العلاقات الثنائية التي تجمع بين بالاو وقيرغيزستان.

## مقارنة بين البلدين
هذه مقارنة عامة ومرجعية للدولتين:
| وجه المقارنة                                              | بالاو                         | قيرغيزستان                      |
| --------------------------------------------------------- | ----------------------------- | ------------------------------- |
| المساحة (كم2)                                             | 465                           | 199.95 ألف                      |
| عدد السكان (نسمة)                                         | 21.73 ألف                     | 6.20 مليون                      |
| الكثافة السكانية (ن./كم²)                                 | 4.67 ألف                      | 31.01                           |
| العاصمة                                                   | نغيرولمود، كورور              | بيشكك                           |
| اللغة الرسمية                                             | لغة إنجليزية، اللغة البالاوية | اللغة الروسية، اللغة القيرغيزية |
| العملة                                                    | دولار أمريكي                  | سوم قيرغيزستاني                 |
| الناتج المحلي الإجمالي (بليون دولار)                      | 291.54 مليون                  | 7.56 مليار                      |
| الناتج المحلي الإجمالي (تعادل القوة الشرائية) بليون دولار | 326.12 مليون                  | 20.45 مليار                     |
| الناتج المحلي الإجمالي الاسمي للفرد دولار أمريكي          | 13.50 ألف                     | 1.10 ألف                        |
| الناتج المحلي الإجمالي للفرد دولار أمريكي                 | 14.76 ألف                     |                                 |
| مؤشر التنمية البشرية                                      | 0.780                         | 0.655                           |
| رمز المكالمات الدولي                                      | +680                          | +996                            |
| رمز الإنترنت                                              | .pw                           | .kg                             |
| المنطقة الزمنية                                           | ت ع م+09:00                   | ت ع م+06:00                     |

## منظمات دولية مشتركة
يشترك البلدان في عضوية مجموعة من المنظمات الدولية، منها:
| علم المنظمة | اسم المنظمة                        | تاريخ انضمام بالاو | تاريخ انضمام قيرغيزستان |
| ----------- | ---------------------------------- | ------------------ | ----------------------- |
|             | مؤسسة التنمية الدولية              | 16 ديسمبر 1997     | 24 سبتمبر 1992          |
|             | الأمم المتحدة                      | 15 ديسمبر 1994     | 2 مارس 1992             |
|             | البنك الدولي للإنشاء والتعمير      | 16 ديسمبر 1997     | 18 سبتمبر 1992          |
|             | بنك التنمية الآسيوي                | 2003               | 1994                    |
|             | منظمة حظر الأسلحة الكيميائية       | ?                  | ?                       |
|             | مؤسسة التمويل الدولية              | 16 ديسمبر 1997     | 11 فبراير 1993          |
|             | وكالة ضمان الاستثمار متعدد الأطراف | 16 ديسمبر 1997     | 21 سبتمبر 1993          |
|             | يونسكو                             | 20 سبتمبر 1999     | 2 يونيو 1992            |